# Micrixalus nudis
Micrixalus nudis är en groddjursart som beskrevs av Pillai 1978. Micrixalus nudis ingår i släktet Micrixalus och familjen Micrixalidae. IUCN kategoriserar arten globalt som sårbar. Inga underarter finns listade i Catalogue of Life.